# 一青妙
一青 妙（ひとと たえ、9月24日 - ）は、舞台女優・歯科医師・ナレーター・エッセイスト。所属事務所はYs（ワイズ）。

## 来歴・人物
- 身長158cm、血液型はA型。靴のサイズは23.0cm。
- 「一青」は母親の姓で、台湾姓（父方の姓）は「顔」。歌手の一青窈は実妹であり[2]、台湾出身の父・顔恵民と日本人（石川県鳥屋町一青地区出身）の母の間に生まれる。一族は九份の鉱山財閥・基隆顔家（中国語版）である。
- 学習院女子中・高等科、昭和大学歯学部卒業[3]。
- 歯科医師として、老人施設への訪問診療を中心とした歯科医療を行なっている[2]。
- 趣味はヨガ、テニス、ピアノ、ドラム、サイクリングなど。松田聖子のファンでもある。
- 実用英語技能検定準一級の資格を持ち、特技は中国語。2006年にケアマネージャーの資格を取得。
- 2006年11月に初主演映画「恋するイノセントマン」が公開される。ちなみに同作で友情出演として窈がバーの店員役として少しだけ登場している。また、妙がナレーションを務める2007年秋公開のドキュメンタリー映画「風を聴く〜台湾・九份物語〜」では挿入歌として窈が楽曲「大家（ダージャー）」を提供している。なお、映画の舞台となる九份は金鉱のオーナーであった一青姉妹の亡父の故郷である。
- 窈の楽曲には妙のことである「お姉ちゃん」が歌詞にある曲が多い。また楽曲「月天心」は妙の結婚式のときに彼女が窈に宛てて送ったメールから着想された。
- プライベートで「妹さんの歌を歌って」を依頼されることが多いが、妙はあまり歌はうまくないため、がっかりされることが多いという。
- 大好物はフルーツで、特に好きなフルーツはライチとマンゴー。
- 2014年（平成26年）1月24日放送のクイズ・ソモサン・セッパ!で、特別編として開催された、「ぽんこつCUP」(頭ガチガチの9人で争う「ぽんこつNo.1決定戦」)において、全問無得点で”初代ぽんこつ”になった。事前調査の予想順位で最下位の9位であった。≪他の参加者は、1位井森美幸、2位小峠英二(バイきんぐ)、3位吉村崇(平成ノブシコブシ)、4位マイケル富岡、5位八木真澄(サバンナ)、6位みかん (ものまねタレント)、7位内藤大助、8位鈴木奈々≫
- 著作「私の箱子」「ママ、ごはんまだ？」を原作とした日台合作映画「ママ、ごはんまだ？」公開（2017年）
- 2015年 台湾・台南市初となる「台南市親善大使」に就任し、日台の文化交流を担っている。
- 2016年 石川県の「中能登町観光大使」に就任。
- 2017年 四国一周サイクリングPR大使に就任。
- 著作「私の箱子」「ママ、ごはんまだ？」を原作とした舞台「時光の手箱」が制作され、台湾にて2019年初演、2022年に再演されている。
- 2023年日本・茨城県「つくば霞ヶ浦りんりんロード」台湾・新北市「旧草嶺（きゅうそうれい）環状線自転車道」両ロードの友好交流アンバサダーに就任。

## 出演

### テレビ番組
- 土曜ワイド劇場（テレビ朝日）日舞名門家元相続殺人事件
- 火曜サスペンス劇場（日本テレビ）
- はぐれ刑事純情派（テレビ朝日）
- はみだし刑事情熱系（テレビ朝日）
- ずっとテレビ・もっとテレビ（2003年・NHK総合）
- 松本清張 黒革の手帖（2004年・テレビ朝日）
- 空中ブランコ（2005年・フジテレビ）
- 地中海沿岸紀行〜キプロス編〜（2006年・スカイパーフェクTV! 旅チャンネル） - ナレーション
- 探偵A〜Private eye NATSUHI〜（2006年・スカイパーフェクTV! エンタ!371）
- しにがみのバラッド。・第3話（2007年・テレビ東京）
- 上海タイフーン（2008年・NHK総合） - 趙恵珍 役
- 秋の夜長の暴露SP 爆笑問題のザ50人斬り（2008年・TBS）
- エゴイスト 〜egoist〜（2009年・フジテレビ） - 福原トモ美 役
- 遥かなる絆（2009年・NHK総合）
- 春さらば（2009年・テレビ東京） - 鈴木陽子 役
- 毒姫とわたし（2011年・東海テレビ） - 阿部紗江子 役

### 映画
- 人間（ひと）の碑（いしぶみ）〜九十歳、いまも歩く（2006年） - ナレーション
- 恋するイノセントマン（2006年） - 権田原志乃 役
- 風を聴く〜台湾・九份物語〜（2007年） - ナレーション
- パッテンライ!! 〜南の島の水ものがたり〜（2009年）虫プロダクション製作アニメ　-八田外代樹 役[4](声優)
- ママ、ごはんまだ?（2017年）

### 舞台
- アカシックダンス（2000年　舞台デビュー作）
- Happy （東京セレソンデラックス）
- W （東京セレソンデラックス）
- 魔法使いサリーちゃん（ミュージカル）
- 負けぇせん
- 黒い雨-死海の義和団-（劇団東京倶楽部）
- 苦悩のピラミッダー
- あいあい傘（東京セレソンデラックス）
- やや黄色い熱をおびた旅人（東京壱組印）
- 沈黙の自治会
- Blue Bottle　〜蒼蠅〜（劇団東京倶楽部）
- ゴッホのピストル
- ゲニウスロキ（イノセントスフィア）
- ＰＡＩＮ（ペイン）（アヴァンセプロデュース公演/脚本・演出 坂上忍）
- 時光の手箱〜我的阿爸和卡桑 （原作:『私の箱子』『ママ、ごはんまだ？』）

### ラジオ
- 大人のラヂオ(ラジオNIKKEI第1)
- ドクターDJ(ラジオNIKKEI第1)

## 執筆

### 著書
- 私の箱子（講談社 2012年1月16日刊行）（ちくま文庫2020年刊行）
- ママ、ごはんまだ?（講談社 2013年6月28日刊行）
- わたしの台南: 「ほんとうの台湾」に出会う旅（新潮社2014年刊行）
- わたしの台湾・東海岸:「もう一つの台湾」をめぐる旅（新潮社2016年刊行）
- 台南: 「日本」に出会える街 (とんぼの本・新潮社2016年刊行)
- 「環島」ぐるっと台湾一周の旅（東洋経済新報社 2017年刊行、ISBN 978-4492046197）
- 妙台灣（前衛出版2019年刊行）

### 連載
- 「歯科医をしながら女優をしています」ジーシーサークルエッセイ
- 北國新聞「人生妙なり」